# Porcellio
Porcellio là một chi động vật trong họ Porcellionidae.

## Các loài
Chi này được ghi nhận có hơn 191 loài.
| - Porcellio achilleionensis Verhoeff, 1901 - Porcellio acutiserra Barnard, 1940 - Porcellio aghousi Paulian de Felice, 1939 - Porcellio albanicus Verhoeff, 1907 - Porcellio albicornis (Dollfus, 1896) - Porcellio albinus Budde-Lund, 1885 - Porcellio alexandrinus Brandt, 1833 - Porcellio alluaudi Dollfus, 1893 - Porcellio alpinus Am Stein, 1857 - Porcellio alticola Vandel, 1940 - Porcellio anagae Hoese, 1985 - Porcellio ancararum Rodriguez & Vicente, 1992 - Porcellio andreinii Arcangeli, 1913 - Porcellio angustulus Budde-Lund, 1885 - Porcellio atlanteus Verhoeff, 1937 - Porcellio atlantidum Paulian de Felice, 1939 - Porcellio atticus Verhoeff, 1907 - Porcellio auritus Budde-Lund, 1879 - Porcellio babilonus Rodriguez & Barrientos, 1993 - Porcellio baeticensis Vandel, 1953 - Porcellio baidensis Viglianisi, Lombardo & Caruso, 1992 - Porcellio balearicus Cruz & Garcia, 1994 - Porcellio barroisi Dollfus, 1892 - Porcellio batesoni Collinge, 1915 - Porcellio bistriatus Budde-Lund, 1885 - Porcellio blattarius Budde-Lund, 1885 - Porcellio bolivari Dollfus, 1892 - Porcellio bovei Lucas, 1849 - Porcellio brevipennis Budde-Lund, 1885 - Porcellio buddelundi Simon, 1885 - Porcellio cadenati Vandel, 1954 - Porcellio calderensis Vandel, 1954 - Porcellio canariensis Dollfus, 1893 - Porcellio cataractae Vandel, 1960 - Porcellio cavernicolus Vandel, 1946 - Porcellio centralis Vandel, 1954 - Porcellio chilensis Nicolet, 1849 - Porcellio chuldahensis Verhoeff, 1923 - Porcellio cilicius Verhoeff, 1907 - Porcellio colasi Vandel, 1958 - Porcellio conchus Mulaik & Mulaik, 1943 - Porcellio conifer C. Koch, 1856 - Porcellio coronatus C. Koch, 1856 - Porcellio curti (Vandel, 1980) - Porcellio cyclocephalus Menge, 1854 - Porcellio dalensi Caruso & Maio, 1990 - Porcellio debueni Dollfus, 1892 - Porcellio deganiensis Verhoeff, 1923 - Porcellio despaxi Vandel, 1958 - Porcellio dilatatus Brandt, 1833 - Porcellio dispar Verhoeff, 1901 - Porcellio djahizi Medini & Charfi-Cheikhrouha, 2001 - Porcellio djebeli Paulian de Felice, 1939 - Porcellio duboscqui Paulian de Felice, 1941 - Porcellio echinatus Lucas, 1849 - Porcellio elongatus Shen, 1949 - Porcellio emaciatus Budde-Lund, 1885 - Porcellio eserensis Rodriguez & Vicente, 1992 - Porcellio evansi Omer-Cooper, 1923 - Porcellio eximius Dollfus, 1896 - Porcellio expansus Dollfus, 1892 - Porcellio exstinctus Verhoeff, 1923 - Porcellio ferrarai Caruso & Maio, 1990 | - Porcellio ferroi Paulian de Felice, 1939 - Porcellio ferrugineus Brandt, 1833 - Porcellio festai Arcangeli, 1932 - Porcellio ficulneus Budde-Lund, 1885 - Porcellio flavocinctus Budde-Lund, 1885 - Porcellio flavomarginatus Lucas, 1853 - Porcellio formosus Stuxberg, 1875 - Porcellio franzi Schmolzer, 1955 - Porcellio gallicus Dollfus, 1904 - Porcellio gauthieri Paulian de Felice, 1939 - Porcellio gestroi Brian, 1932 - Porcellio giustii Caruso & Maio, 1990 - Porcellio glaberrimus Verhoeff, 1951 - Porcellio grandeus Mulaik & Mulaik, 1943 - Porcellio granulatus Menge, 1854 - Porcellio granuliferus Budde-Lund, 1885 - Porcellio gruneri Hoese, 1978 - Porcellio haasi Arcangeli, 1925 - Porcellio herminiensis Vandel, 1946 - Porcellio hispanus Dollfus, 1892 - Porcellio hoffmannseggii Brandt, 1833 - Porcellio humberti Vandel, 1958 - Porcellio hyblaeus Viglianisi, Lombardo & Caruso, 1992 - Porcellio imbutus Budde-Lund, 1885 - Porcellio incanus Budde-Lund, 1879 - Porcellio inconspicuus Dollfus, 1892 - Porcellio ingenuus Budde-Lund, 1885 - Porcellio insignis Brandt, 1833 - Porcellio intercalarius Budde-Lund, 1885 - Porcellio intermedius Schmolzer, 1953 - Porcellio interpolator Budde-Lund, 1885 - Porcellio jaicensis Verhoeff, 1907 - Porcellio klaptoczi Verhoeff, 1907 - Porcellio krivosijensis Strouhal, 1939 - Porcellio laevis Latreille, 1804 - Porcellio laevissimus Dollfus, 1898 - Porcellio lamellatus Budde-Lund, 1875 - Porcellio lapidicolus Paulian de Felice, 1939 - Porcellio lepineyi Verhoeff, 1937 - Porcellio letourneuxi Simon, 1885 - Porcellio liliputanus Nicolet, 1849 - Porcellio longicornis Stein, 1859 - Porcellio maculipennis Budde-Lund, 1894 - Porcellio maculipes Budde-Lund, 1885 - Porcellio magnificus Dollfus, 1892 - Porcellio mahadidi Caruso & Maio, 1990 - Porcellio marginalis Budde-Lund, 1885 - Porcellio marginenotatus Budde-Lund, 1879 - Porcellio martini Dalens, 1984 - Porcellio medinae Rodriguez & Barrientos, 1993 - Porcellio meridionalis Vandel, 1954 - Porcellio messenicus Verhoeff, 1907 - Porcellio minutus Budde-Lund, 1909 - Porcellio monardi Brian, 1953 - Porcellio montanus Budde-Lund, 1885 - Porcellio monticola Lereboullet, 1853 - Porcellio narentanus Verhoeff, 1907 - Porcellio nasutus Strouhal, 1936 - Porcellio nemethi Paulian de Felice, 1939 - Porcellio nicklesi Dollfus, 1892 - Porcellio nigrogranulatus Dollfus, 1892 - Porcellio normani (Dollfus, 1899) - Porcellio notatus C. Koch, 1854 | - Porcellio novus Arcangeli, 1936 - Porcellio obsoletus Budde-Lund, 1885 - Porcellio ocellatus Budde-Lund, 1879 - Porcellio olivieri (Audouin, 1826) - Porcellio ombrionis Vandel, 1954 - Porcellio omodeoi Caruso & Maio, 1990 - Porcellio orarum Verhoeff, 1910 - Porcellio ornatus Milne-Edwards, 1840 - Porcellio ovalis Dollfus, 1893 - Porcellio palaestinus Verhoeff, 1931 - Porcellio palmae Hoese, 1985 - Porcellio parenzani Arcangeli, 1932 - Porcellio pelseneeri Arcangeli, 1936 - Porcellio peninsulae Verhoeff, 1944 - Porcellio peyerimhoffi Paulian de Felice, 1942 - Porcellio piceus Dollfus, 1895 - Porcellio pityensis Vandel, 1956 - Porcellio platysoma Brandt, 1841 - Porcellio praeustus Budde-Lund, 1885 - Porcellio provincialis Aubert & Dollfus, 1890 - Porcellio pseudocilicius Schmalfuss, 1992 - Porcellio puberulus Dollfus, 1895 - Porcellio pulverulentus Budde-Lund, 1885 - Porcellio pumicatus Budde-Lund, 1885 - Porcellio purpureus Budde-Lund, 1885 - Porcellio pyrenaeus Dollfus, 1892 - Porcellio quercuum Verhoeff, 1952 - Porcellio ribauti Verhoeff, 1907 - Porcellio riffensis Caruso & Maio, 1990 - Porcellio romanorum Verhoeff, 1901 - Porcellio rubidus Budde-Lund, 1885 - Porcellio rucneri Karaman, 1966 - Porcellio rufobrunneus Omer-Cooper, 1923 - Porcellio saharaiensis Maio & Dalens, 1991 - Porcellio scaber Latreille, 1804 - Porcellio scabriusculus Mulaik, 1960 - Porcellio scitus Budde-Lund, 1885 - Porcellio septentrionalis Vandel, 1954 - Porcellio siculoccidentalis Viglianisi, Lombardo & Caruso, 1992 - Porcellio silvestrii Arcangeli, 1924 - Porcellio simulator Budde-Lund, 1885 - Porcellio spatulatus Costa, 1882 - Porcellio spinicornis Say, 1818 - Porcellio spinipennis Budde-Lund, 1885 - Porcellio spinipes Dollfus, 1893 - Porcellio spretus Budde-Lund, 1885 - Porcellio strinatii Vandel, 1960 - Porcellio studienstiftius Hoese, 1985 - Porcellio succinctus Budde-Lund, 1885 - Porcellio tentaculatus Vieira, 1982 - Porcellio tortonesei Arcangeli, 1932 - Porcellio tripolitanus Verhoeff, 1907 - Porcellio turolensis Cruz, 1992 - Porcellio uljanini Budde-Lund, 1885 - Porcellio vandeli Verhoeff, 1938 - Porcellio variabilis Lucas, 1849 - Porcellio villiersi Paulian de Felice, 1939 - Porcellio violaceus Budde-Lund, 1879 - Porcellio wagneri Brandt, 1841 - Porcellio werneri Strouhal, 1929 - Porcellio xavieri Arcangeli, 1958 - Porcellio yemenensis Barnard, 1941 - Porcellio zarcoi Vandel, 1960 |